# Apechthis zapoteca
Apechthis zapoteca är en stekelart som först beskrevs av Cresson 1874.  Apechthis zapoteca ingår i släktet Apechthis och familjen brokparasitsteklar. Utöver nominatformen finns också underarten A. z. sarsinae.